# Дванадцята ніч (фільм, 1996)
«Дванадцята ніч» — кіноверсія 1996 року п'єси «Дванадцята ніч» Вільяма Шекспіра. Режисер картини — Тревор Нанн. Дія фільму перенесено на початок XX століття. Зняття проходили в Корнуоллі, до них додані сцени, зняті у Пэдстоу та Ленхідроку, у Бодмині.

## Сюжет
Фільм розповідає про схожих як дві краплі води близнюків, Віолу та Себастіана, розлучених корабельною аварією та викинутих до берегу у таємничій країні Іллірії. Кожний припускає, що інший не спасся. Щоб вижити у невідомій місцевості, Віола видає себе за брата. Себастіан, який виглядає настільки схожим, що їх інколи плутають з сестрою, незабаром потрапляє у положення з непорозуміннями.

## У ролях
| Актор               | Роль              |
| ------------------- | ----------------- |
| Імоджен Стабс       | Віола             |
| Стівен Макінтош     | Себастіан         |
| Ніколас Фарел       | Антоніо           |
| Сідні Лівінгстон    | капітан           |
| Бен Кінгслі         | Фесте             |
| Джеймс Уолкер       | панотець          |
| Гелена Бонем Картер | Олівія            |
| Найджел Хоторн      | Мальволіо         |
| Мел Сміт            | сер Тобі Белч     |
| Імелда Стонтон      | Марія             |
| Тобі Стівенс        | герцог Орсіно     |
| Алан Мітчелл        | Валентин          |
| Пітер Ганн          | Фабіан            |
| Річард Грант        | сер Ендрю Ег'ючик |
| Тим Бентинк         | перший офіцер     |
| Род Калберстон      | другий офіцер     |
| Джеф Холл           | садівник          |

## Критика
Фільм отримав переважно позитивні відгуки від кінокритиків.
На сайті Rotten Tomatoes фільм має рейтинг 76 %, заснований на 34 рецензіях критиків, з середньою оцінкою 7 з 10. Критичний консенсус каже: «Режисер Тревор Нанн робить декілька сумнівних виборів, але його зоряний склад — з уключенням Хелени Бонем Картер, Бен Кінгслі та Найджел Хоторн — більш ніж добре у матеріалі».
Джеймс Берардінеллі пише: «У „Дванадцятій ночі“ режисер Тревор Нанн (Леді Джейн) слідує стопами Брани, адаптуючи п'єсу до екрану. Однак, хоча ця картина не має такого ж рівня стилю або енергії, шо виявляється здебільш Ado About Nothing, гарна гра та ясна інтерпретація тримають його на плаву». Берардінеллі каже про це «суцільна розвага»